# John Stephen Pazak
John Stephen Pazak CSsR, slowakisch auch John Stephen Pažak (* 13. August 1946 in Gary, Indiana) ist ein US-amerikanischer Ordensgeistlicher und emeritierter ruthenisch griechisch-katholischer Bischof von Phoenix.

## Leben
John Stephen Pazaks Mutter stammte aus Irland, sein Vater war Slowake und kam aus dem ostslowakischen Okres Humenné. Er selbst besuchte Schulen in Suffield (Connecticut) und in Ottawa. Am 14. September 1965 trat Pazak der Ordensgemeinschaft Congregatio Sanctissimi Redemptoris (abgekürzt C.Ss.R), bekannt unter der Bezeichnung der Redemptoristen, bei; vier Jahre später legte er das Ewige Gelübde ab. Von Emil John Mihalik, dem ruthenischen griechisch-katholischen Bischof von Parma (Ohio), empfing er am 27. August 1972 in der St.-Michael-Kirche in Merrillville (Indiana) die Priesterweihe. Er betreute danach Pfarreien in Saskatoon, Roblin (Manitoba), Wilkes-Barre (Pennsylvania) und Winnipeg.
Papst Johannes Paul II. ernannte ihn am 2. Dezember 2000 zum Bischof der Eparchie Saints Cyril and Methodius of Toronto, der die Gemeinden der slowakischen Katholiken des byzantinischen Ritus unterstanden. Der ukrainische griechisch-katholische Erzbischof von Winnipeg, Michael Bzdel CSsR, spendete ihm am 14. Februar des nächsten Jahres die Bischofsweihe; Mitkonsekratoren waren Milan Chautur CSsR, Apostolischer Exarch von Košice, und Basil Myron Schott OFM, Bischof der ruthenischen Eparchie Parma (Ohio).
Papst Franziskus ernannte ihn am 7. Mai 2016 zum Bischof der ruthenischen griechisch-katholischen Eparchie Phoenix. Für die Dauer der Sedisvakanz wurde ihm mit gleichem Datum als Apostolischer Administrator die weitere Verwaltung der Eparchie Saints Cyril and Methodius of Toronto übertragen. Die Amtseinführung fand am 20. Juli desselben Jahres statt.
Am 1. August 2018 stellte ihm Papst Franziskus den römisch-katholischen Bischof von Phoenix, Thomas James Olmsted, als Apostolischen Administrator sede plena zur Seite, wodurch die Jurisdiktion Pazaks mit sofortiger Wirkung ruhte. Am 23. August 2021 nahm Papst Franziskus das von John Stephen Pazak aus Altersgründen vorgebrachte Rücktrittsgesuch an.